# Eurylister disparilis
Eurylister disparilis är en skalbaggsart som först beskrevs av Lewis 1900.  Eurylister disparilis ingår i släktet Eurylister och familjen stumpbaggar. Inga underarter finns listade i Catalogue of Life.